# Hadamardova matrika
Hadamardova matrika (oznaka {\displaystyle H\,}) je kvadratna matrika z razsežnostjo {\displaystyle n\times n\,}, ki ima za elemente samo vrednosti 1 in -1. Stolpci matrike so medsebojno ortogonalni, kar pomeni, da poljubni dve vrstici predstavljata pravokotne vektorje.
Ime ima po francoskem matematiku Jacquesu Salomonu Hadamardu (1865–1963). Prvi pa je sistematično proučeval matrike te vrste angleški matematik James Joseph Sylvester (1814–1897). 

## Zgledi
{\displaystyle H_{1}={\begin{pmatrix}1\end{pmatrix}}}
{\displaystyle H_{2}={\begin{pmatrix}1&1\\1&-1\end{pmatrix}}}
{\displaystyle H_{4}={\begin{pmatrix}1&1&1&1\\1&-1&1&-1\\1&1&-1&-1\\1&-1&-1&1\end{pmatrix}}}

## Značilnosti
- Za Hadamardovo matriko z razsežnostjo {\displaystyle n\times n\,} velja, da je

{\displaystyle HH^{\mathrm {T} }=nI_{n}\ }
kjer je
- - {\displaystyle H^{T}\,} transponirana matrika matrike {\displaystyle H\,}
  - {\displaystyle I_{n}\,} enotska matrika z razsežnostjo {\displaystyle n\times n\,}

- Determinanta matrike {\displaystyle H\,} je enaka {\displaystyle {\pm n}^{n/2}\,}

## Sylvestrova sestava
Primere Hadamardovih matrik je prvi sestavil James Joseph Sylvester v letu 1867. Če je {\displaystyle H\,} Hadamardova matrika reda {\displaystyle n\,}, potem je matrika 
{\displaystyle {\begin{bmatrix}H&H\\H&-H\end{bmatrix}}}
tudi Hadamardova reda {\displaystyle 2n\,}. To lahko nadaljujemo z uporabo zaporedja matrik, ki jih imenujemo Walsheve matrike
{\displaystyle H_{1}={\begin{bmatrix}1\end{bmatrix}},}
{\displaystyle H_{2}={\begin{bmatrix}1&1\\1&-1\end{bmatrix}},}
in
{\displaystyle H_{2^{k}}={\begin{bmatrix}H_{2^{k-1}}&H_{2^{k-1}}\\H_{2^{k-1}}&-H_{2^{k-1}}\end{bmatrix}}=H_{2}\otimes H_{2^{k-1}},}
kjer je 
- {\displaystyle 2\leq k\in N}
- {\displaystyle \left.\otimes \right.} Kroneckerjev produkt

Sylvestrove matrike so
- simetrične
- njihova sled je enaka 0
- elementi v prvi vrstici in prvem stolpcu so pozitivni